# Тан, Шон
Шон Тан (англ. Shaun Tan) — австралийский писатель и иллюстратор. 
На счету иллюстратора Шона Тана около 20 книг, некоторые из которых он сам и написал.
Тан сотрудничает с анимационными студиями, адаптирует свои произведения для музыкальных и театральных постановок.

## Биография
Родился в 1974 году в западной части Австралии в семье китайского эмигранта и австралийки, в детстве жил на окраине города Перт. В старших классах принимал участие в программе для одаренных детей, где изучал искусство. Примерно в эти годы публиковались первые иллюстрации Тана. В середине 90-х посещал курсы искусства, истории и литературы Университета Западной Австралии. Сейчас живет в Мельбурне со своей женой.

## Книги
Как иллюстратор
- Pipe, by James Moloney (1996)
- The Stray Cat, by Steven Paulsen (1996)
- The Doll, by Janine Burke (1997)
- The Half Dead, by Garry Disher (1997)
- The Viewer, by Gary Crew (1997)
- The Rabbits, by John Marsden (1998)
- The Hicksville Horror, by Nette Hilton (1999)
- The Puppet, by Ian Bone (1999)
- Memorial,  by Gary Crew (1999)
- Pretty Monsters by Kelly Link (2008)

Как автор и иллюстратор
- The Playground (1997)
- The Lost Thing[англ.] (2000)
- The Red Tree[англ.] (2001)
- The Arrival[англ.] (2006)
- Tales from Outer Suburbia (2008)
- The Bird King and other sketches (2011)
- The Oopsatoreum: inventions of Henry A. Mintox, with the Powerhouse Museum (2012)
- Rules of Summer (2013)

## Признание
- Книга «The Arrival» удостоена приза за лучший комикс на Международном фестивале комиксов в Ангулеме, 2008.

- Повесть «Потерянная вещь» удостоена премии памяти Астрид Линдгрен, 2011.

- Короткометражный анимационный фильм «Потеря» по повести «Потерянная вещь» Шона Тана, удостоен премии Оскар — 2011 в номинации Лучший анимационный короткометражный фильм.